# IBM 403

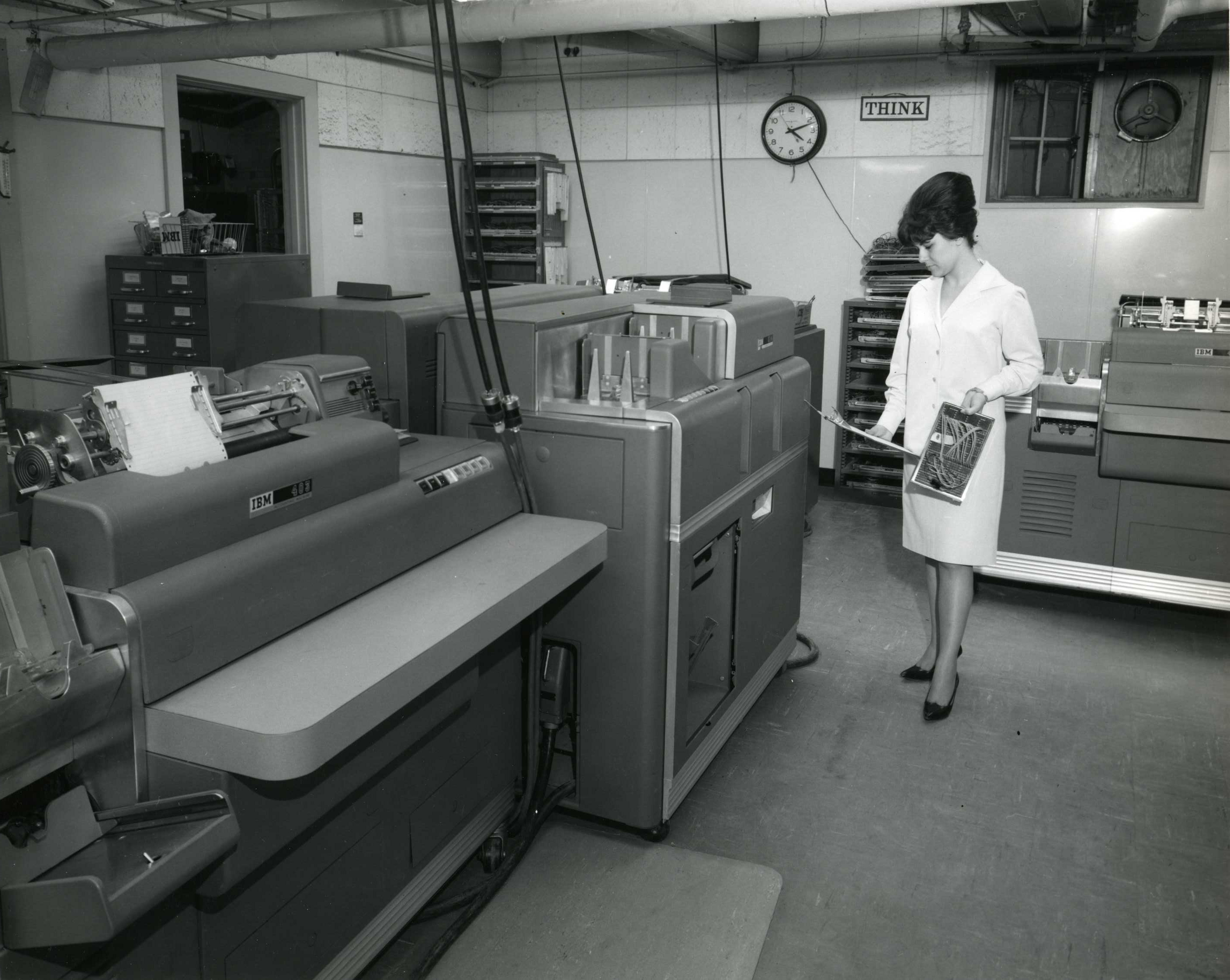
Табулятор IBM 403 (ліворуч) та репродуктор IBM 514 (поряд з оператором)

IBM 402 та IBM 403 — електромеханічні бухгалтерські сумуючі машини (табулятори). Розроблені компанією International Business Machines наприкінці 1940-х років.
IBM 402 міг читати перфокарти з швидкостю до 150 карт на хвилину, виконувати друк даних зі швидкістю до 100 рядків на хвилину (рядок мав довжину 43 буквено-цифрових або 45 цифрових символів).

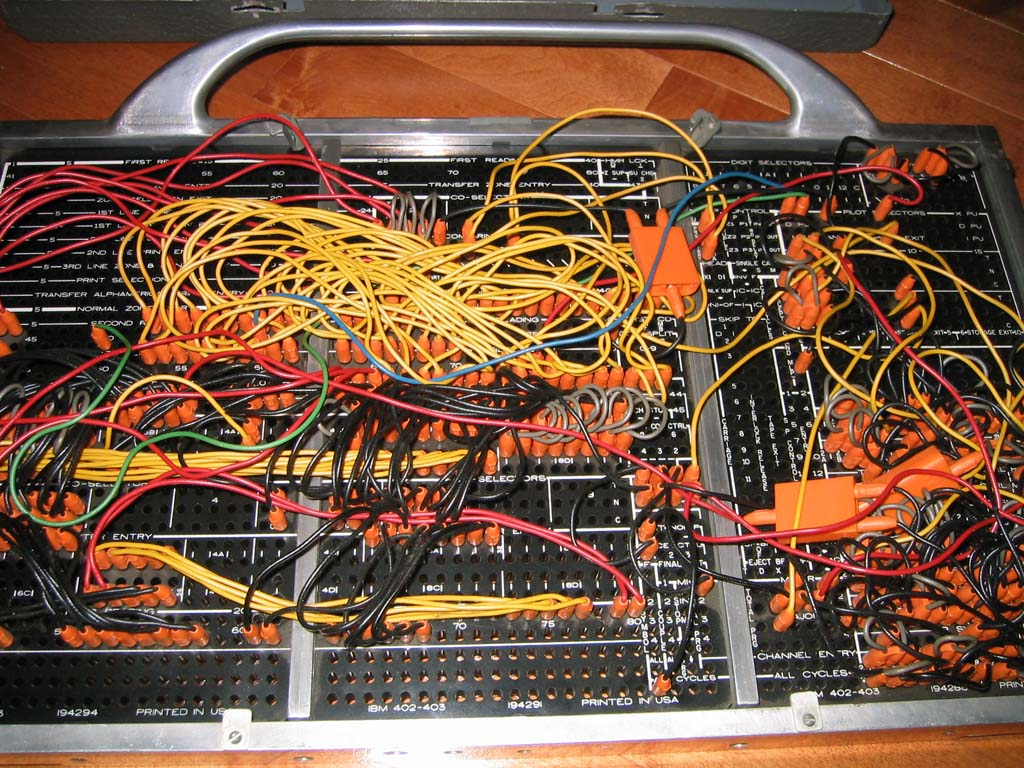
Комутаційна панель IBM 402

В IBM 403 була додана можливість обробки розширених кодів символів (кодувались перфорацією до трьох рядків в одній колонці).
Машини управлялись за допомогою змінних комутаційних панелей управління та додаткових елементів управління, включаючи механічні важелі, які управляли деякими функціями друку та перемиканням кольору стрічки для друку «червоних» значень.
У липні 2010 року каліфорнійський Музей комп'ютерної історії повідомив, що табулятор IBM 402 все ще використовується в компанії з виробництва фільтрів в місті Conroe (Техас).